# Рэндольфы
Рэндольфы (англ. House of Randolph) — шотландский дворянский род, известный в XII—XIV веках.

## История
Первым достоверно известным представителем рода является некий Дунегал (или Дугал) из Странита (Нитсдейла). Он упоминается в датированной около 1124 года хартии короля Давида I, которую тот дал своему другу Роберту Брюсу о предоставлении тому Аннандейла, располагавшегося между владениями Дунегала из Странита и Ранульфа, графа Честера. По общепринятому мнению, он владел Нитсдейлом. Вероятно, он был местным вождём, однако каких-то других сведений о нём нет. У него известно трое сыновей. Второй сын, Дувенальд (Дональд) владел Данскором, который был унаследован его сыном Эдгаром, а потом внучкой Аффрикой, которая отдала часть монахам аббатства Мелроз; эта передача была подтверждена хартией короля Александра II, датированной 8 марта 1229 года. Ещё один сын, Гиллепатрик, упоминается вместе с братьями Ранульфом и Дональдом в хартии короля Вильгельма I Льва, датированной 1165 годом, как владелец Гленхейма, но неизвестно, были ли они тогда живы.
Старший сын Дунегала, Ранульф (Рэндольф), с 1160 года периодически появляется в качестве свидетеля в хартиях королей Давида I и Малькольма IV. Последний раз его имя упоминается в хартии, датированной концом 1164 или началом 1165 года. В хартиях короля Вильгельма I Льва его имя уже не появляется. Также он сделал несколько дарений церкви. Он был женат на Беток, которая, была владелицей Роукасла в Бедрале после 1165 года; возможно, что она держала эту землю в качестве вдовьей доли. У Ранульфа был сын Томас I, а также, возможно, дочь, которая стала женой Ранальда, короля Островов.
Томас I, который первым из рода использовал родовое прозвание Рэндольф, впервые появляется в источниках в 1222 году, когда король Александр II послал его к английскому королю Генриху III. В дальнейшем его имя периодически появляется в качестве свидетеля в хартиях Александра II. В 1237 году Томас упоминается в качестве шерифа Дамфрисшира, а также в качестве одного из шотландских магнатов, которых шотландский король заставил поклясться соблюдать его договор с английским королём о правах на североанглийские графства. В 1225 году король Александра III под влиянием Генриха III Английского отстранил группу шотландских магнатов, в том числе и Томаса, от управления королевством, но в 1257 году вновь вернулся к власти. Он умер в 1262 году, оставив двух сыновей от некоей Юлианы. О младшем, Николасе, известно только то, что в апреле 1296 года он попал в английский плен и был помещён в Тауэр, где находился ещё в ноябре 1297 года и где, возможно, и умер.
Старший сын и наследник Томаса I, Томас II Рэндольф, в 1269 году был шерифом Роксбурга, а в 1269 году стал лордом-камергером Шотландии. В 1280 году он был одним из исполнителей завещания Джона де Баллиола, барона Барнард-Касла, а в 1290 году — его вдовы, Деворгилы. Томас присутствовал на съезде в Бригаме, на котором шотландской знатью был одобрен брак королевы Маргариты Норвежской Девы с английским принцем Эдуардом, а в январе 1293 года присутствовал при принесении нового короля Шотландии, Иоанна Баллиола, вассальной присяги английскому королю Эдуарду I. Вероятно, что в 1294—1296 годах он был послом при английском дворе. После 1296 года упоминания о Томасе пропадают. Он точно был мёртв в 1306 году.
Считается, что Томас был женат на сестре короля Роберта I Брюса, поскольку его сын, Томас III Рэндольф, во многих королевских хартиях называется племянником короля. Некоторые исследователи указывают, что мать Томаса III звали Изабелла, но единственная известная сестра с таким именем вышла замуж за короля Норвегии. Джеймс Бальфур Пол, автор «The Scots Peerage», предположил, что мать Томаса могла быть дочь Роберта Брюса, лорда Аннандейла (отца короля Роберта I) от первого, незарегистрированного брака По другой версии, изложенной в «Оксфордской биографической энциклопедии», она могла быть дочерью Марджори, графини Каррик (матери Роберта I) от первого брака с Адамом из Килконкуара.
Томас III Рэндольф появляется в источниках после того, как Роберт I короновался шотландской короной, став его соратником. Значение Томаса показывает тот факт, что для него в 1312 году король возродил исчезнувший в 1130 году титул графа Морея, передав ему владения, которые простирались от западного моря до залива Мори-Ферт и на юг до границы Пертшира. Позже он передал Томасу и своё родовое владение Аннандейл. Он принимал участие в Первой войне за независимость Шотландии, а также участвовал в дипломатических миссиях во Францию, заключив в 1326 году Корбейский договор с французским королём, ставшим краеугольным камнем во внешней политике Шотландии XIV века. После смерти Роберта I в 1329 году Томас стал хранителем (регентом) Шотландии при его малолетнем сыне Давид II, но в июне 1332 году неожиданно умер.
От брака с Изабеллой Стюарт, Джона Стюарта из Бонкиля, Томас оставил 2 сыновей и 2 дочерей. Старший сын, Томас IV Рэндольф, 2-й граф Морей, через несколько недель после того как вступил в наследство, погиб во время вторжения Эдуарда Баллиола в битве при Дапплин-Муре, не оставив наследников, поэтому титул и земли перешли к его брату, Джон Рэндольф, 3-му графу Морея. Он принимал активное участие в борьбе сторонников Давида II против Баллиола. В 1346 году он погиб в битве при Невиллс-Кроссе, не оставив детей. Наследницами его владений стали сёстры, Агнес и Изабелла. Муж Агнес, Патрик Данбар, граф Марч, принял титул графа Марч, но после его смерти король Роберт II Стюарт, женатый на Евфемия де Росс, вдове 3-го графа Марча, предоставил титул графа Морея Джону Данбару, сыну Изабеллы, а Анадейл отошёл к его старшему брату Джорджу Данбару, графу Марч.

## Генеалогия
- Данегал (Дугал), лорд Нитсдейла в 1124[1].
  - Ранульф (Рэндольф) (около 1164/1165), шотландский барон; жена: Беток[1].
    - Томас I Рэндольф (умер в 1262), шотландский барон; жена: Юлиана[1].
      - Томас II Рэндольф (умер до 1296), шотландский барон, лорд-камергер Шотландии с 1269[1][4].
        -  Томас III Рэндольф (умер 20 июля 1332), 1-й граф Морей с 1312; жена: Изабелла Стюарт (умерла после 16 июля 1351), дочь Джона Стюарта из Бонкиля и Маргарет Бонкиль[1][2][4].
          - Томас IV Рэндольф (умер 11 августа 1332), 2-й граф Морей с 1332[1][2][4].
          - Джон Рэндольф (умер 17 октября 1346), 3-й граф Морей с 1332; жена: Евфемия де Росс, дочь Хью, графа Росса, и Маргарет Грэм; её вторым мужем стал Роберт II Стюарт, король Шотландии с 1371[1][4].
          - Агнес Рэндольф (умерла после 24 мая 1367), 4-я графиня Морей с 1346; муж: после сентября 1320 Патрик Данбар (около 1285 — 11 ноября 1368), граф Данбар и Марч с 1308[1][3][4].
          -  Изабелла Рэндольф; муж: Патрик Данбар (умер в 1356)[1][3][4].

      - Николас Рэндольф (умер после ноября 1297)[1][4].
      -  дочь; муж: Уильям Маррей[4].

    - (?) дочь ; муж: Ранальд (умер в 1209), король Островов с 1164[1].

  - Дувенальд (Дональд) (умер после 1150), владелец Данскора[1].
    -  Эдгар, владелец Данскора[1].
      - Гилберт[1].
      -  Аффрика, владелица Данскора[1].

  -  Гиллепатрик, владелец Гленхейма[1].